# Melèce Abou Assaly
Melèce Abou Assaly (ur. 8 listopada 1880 w Rasayya al-Wadi, zm. 20 czerwca 1937) – libański duchowny melchicki, w latach 1922-1937 eparcha Baalbek.

## Życiorys
Urodził się 8 listopada 1880 w Rasayya al-Wadi.
Święcenia kapłańskie otrzymał w 1906. 5 czerwca 1922 został wybrany biskupem Baalbek. Chirotonię biskupią przyjął tego samego dnia z rąk patriarchy Demetriusza I Cadi. 11 grudnia 1922 papież Pius XI zatwierdził jego wybór.
Zmarł 20 czerwca 1937 w wieku 56 lat.